# كارلوس فيريرا (لاعب كرة قدم)
كارلوس فيريرا (بالفرنسية: João Carlos Ferreira)‏ (بالبرتغالية: João Carlos Ferreira Capela‏) هو لاعب كرة قدم لوكسمبورغي وبرتغالي في مركز الوسط، ولد في 24 أغسطس 1980 في إيتلبروك في لوكسمبورغ. لعب مع FC Etzella Ettelbruck ‏.

## وصلات خارجية
- كارلوس فيريرا (لاعب كرة قدم) على موقع الاتحاد الدولي (مؤرشف)  (الإنجليزية)
- كارلوس فيريرا (لاعب كرة قدم) على موقع قاعدة بيانات كرة القدم.إي يو (الإنجليزية)
- كارلوس فيريرا (لاعب كرة قدم) على موقع ناشيونال فوتبول تيمز (الإنجليزية)
- كارلوس فيريرا (لاعب كرة قدم) على موقع Soccerway.com (الإنجليزية)